# 시어 호씨
궁어 호씨(중국어: 宫御 胡氏, 1594년 - 17세기?)는 명 신종 만력제 말년의 비첩으로, 시침하였으나 비빈으로 봉해지지 못하였다.
만력제가 1620년에 세상을 떠나자, 호씨는 동삼소로 옮겨, 남은 여생을 살았다. 1644년, 북경이 함락되자, 호씨와 수신태감(随身太监)은 궁 밖으로 도망쳤다. 청나라 군대가 입관한 후, 호씨는 일찍이 청나라 조정에 상서하여 구제를 청하였으나, 거절당했다.